# Karate under sommer-OL 2020
Karate under sommer-OL 2020 blev afviklet i Nippon Budokan, der ligger centralt i Heritage zonen. Der bliver kvalificeret 80 karatekæmpere til de i alt 8 individuelle discipliner for både herrer og damer.

## Format
Der deltager 10 karatekæmpere, af hvert køn, i kata konkurrencerne mens der ligeledes deltager 10 karatekæmpere, af hvert køn, i de 6 vægtklasser for kumite. I kata vil der være et dommerpanel, der bedømmer de forskellige positioner mens der i kumite dystes en mod en i reelle kampe.

## Program
| Event↓/Dato →    | Aug 5 | Aug 6 | Aug 7 |
| ---------------- | ----- | ----- | ----- |
| Mænds 67kg       | F     |       |       |
| Mænds 75kg       |       | F     |       |
| Mænds +75kg      |       |       | F     |
| Mænds kata       |       | F     |       |
| Kvinders 55kg    | F     |       |       |
| Kvinders 61kg    |       | F     |       |
| Kvindernes +61kg |       |       | F     |
| Kvinders kata    | F     |       |       |

## Medaljefordeling

### Medaljetabel
| Placering | Land                  | Guld | Sølv | Bronze | Total |
| --------- | --------------------- | ---- | ---- | ------ | ----- |
| 1         | Japan (JPN)           | 1    | 1    | 1      | 3     |
| 2         | Spanien (ESP)         | 1    | 1    | 0      | 2     |
| 3         | Egypten (EGY)         | 1    | 0    | 1      | 2     |
| 3         | Italien (ITA)         | 1    | 0    | 1      | 2     |
| 5         | Bulgarien (BUL)       | 1    | 0    | 0      | 1     |
| 5         | Frankrig (FRA)        | 1    | 0    | 0      | 1     |
| 5         | Iran (IRI)            | 1    | 0    | 0      | 1     |
| 5         | Serbien (SRB)         | 1    | 0    | 0      | 1     |
| 9         | Aserbajdsjan (AZE)    | 0    | 2    | 0      | 2     |
| 10        | Tyrkiet (TUR)         | 0    | 1    | 3      | 4     |
| 11        | Kina (CHN)            | 0    | 1    | 1      | 2     |
| 11        | Ukraine (UKR)         | 0    | 1    | 1      | 2     |
| 13        | Saudi-Arabien (KSA)   | 0    | 1    | 0      | 1     |
| 14        | Kasakhstan (KAZ)      | 0    | 0    | 2      | 2     |
| 15        | Østrig (AUT)          | 0    | 0    | 1      | 1     |
| 15        | Kinesisk Taipei (TPE) | 0    | 0    | 1      | 1     |
| 15        | Hongkong (HKG)        | 0    | 0    | 1      | 1     |
| 15        | Ungarn (HUN)          | 0    | 0    | 1      | 1     |
| 15        | Jordan (JOR)          | 0    | 0    | 1      | 1     |
| 15        | USA (USA)             | 0    | 0    | 1      | 1     |
| Total     | Total                 | 8    | 8    | 16     | 32    |

### Medaljetagere
| Event                  | Guld                       | Sølv                          | Bronze                          |
| ---------------------- | -------------------------- | ----------------------------- | ------------------------------- |
| Kumite 67 kg - Herrer  | Steven Da Costa · Frankrig | Eray Şamdan · Tyrkiet         | Darkhan Assadilov · Kasakhstan  |
| Kumite 67 kg - Herrer  | Steven Da Costa · Frankrig | Eray Şamdan · Tyrkiet         | Abdelrahman Al-Masatfa · Jordan |
| Kumite 55 kg - Damer   | Ivet Goranova · Bulgarien  | Anzhelika Terliuga · Ukraine  | Bettina Plank · Østrig          |
| Kumite 55 kg - Damer   | Ivet Goranova · Bulgarien  | Anzhelika Terliuga · Ukraine  | Wen Tzu-yun · Kinesisk Taipei   |
| Kumite 75 kg - Herrer  | Luigi Busà · Italien       | Rafael Aghayev · Aserbajdsjan | Gábor Hárspataki · Ungarn       |
| Kumite 75 kg - Herrer  | Luigi Busà · Italien       | Rafael Aghayev · Aserbajdsjan | Stanislav Horuna · Ukraine      |
| Kumite 61 kg - Damer   | Jovana Preković · Serbien  | Yin Xiaoyan · Kina            | Giana Farouk · Egypten          |
| Kumite 61 kg - Damer   | Jovana Preković · Serbien  | Yin Xiaoyan · Kina            | Merve Çoban · Tyrkiet           |
| Kumite +75 kg - Herrer | Sajjad Ganjzadeh · Iran    | Tareg Hamedi · Saudi-Arabien  | Ryutaro Araga · Japan           |
| Kumite +75 kg - Herrer | Sajjad Ganjzadeh · Iran    | Tareg Hamedi · Saudi-Arabien  | Uğur Aktaş · Tyrkiet            |
| Kumite +61 kg - Damer  | Feryal Abdelaziz · Egypten | Irina Zaretska · Aserbajdsjan | Gong Li · Kina                  |
| Kumite +61 kg - Damer  | Feryal Abdelaziz · Egypten | Irina Zaretska · Aserbajdsjan | Sofya Berultseva · Kasakhstan   |
| Kata- Herrer           | Ryo Kiyuna · Japan         | Damián Quintero · Spanien     | Ariel Torres · USA              |
| Kata- Herrer           | Ryo Kiyuna · Japan         | Damián Quintero · Spanien     | Ali Sofuoğlu · Tyrkiet          |
| Kata- Damer            | Sandra Sánchez · Spanien   | Kiyou Shimizu · Japan         | Grace Lau · Hongkong            |
| Kata- Damer            | Sandra Sánchez · Spanien   | Kiyou Shimizu · Japan         | Viviana Bottaro · Italien       |